# Juan de La Madrid
Juan de (La) Madrid (¿? - Burgos, c. 10 de septiembre de 1685; fl. 1651-1685) fue un compositor y maestro de capilla español.

## Vida
Tras la partida de Manuel Correa en 1651 a la Catedral de Zaragoza, quedó vacante el magisterio de la Catedral de Sigüenza. El cabildo seguntino había elegido a Francisco Ruiz de Samaniego, maestro de capilla de la Catedral de Málaga, como sucesor, pero Ruiz de Samaniego exigía un canonicato que no le correspondía al magisterio del coro en la metropolitana de Sigüenza. Finalmente se realizaron unas oposiciones a las que solo se presentó Juan de La Madrid, que en ese momento ocupaba el magisterio de la Colegiata de Pastrana. La Madrid permanecería en Sigüenza en el cargo de maestro de capilla hasta 1662.
El 13 de marzo de 1661 se despedía el maestro Francisco Ruiz de Samaniego de Burgos, aduciendo que el clima tan frío le afectaba la salud. El cabildo rechazó a Luis Gargallo, maestro de Huesca que se había presentado en Burgos, con la excusa de que no se habían puesto edictos. Excusa, porque se decidió no poner los edictos y se ofreció el cargo directamente a Juan de La Madrid, que fue nombrado para el cargo el 11 de diciembre de 1662. Se le recibió con una pensión de 1000 reales para los mozos del coro, que se le retiró posteriormente a petición del maestro. El cabildo debía estar contento con el maestro, ya que le perdonó además los 20 ducados que debía pagar por la casa en la que vivía.
El cabildo burgalés dio noticia de su fallecimiento el 10 de septiembre de 1685, por lo que es de suponer que falleció poco antes.

## Obra
Dejó un número importante de obras que se conservan en el archivo catedralicio de Burgos. Entre ellos, seis salmos y un magníficat, todos a ocho voces con acompañamiento; diez motetes a ocho voces y dos a cuatro voces, todos con acompañamiento; además de varias composiciones en latín. Destaca una lamentación de Semana Santa a doce voces, con coro de instrumentos. Además también se pueden destacar Tu es Petrus a ocho voces e In festo Sancti Laurentii, motete a cuatro voces.